# Charles Godfrey Leland

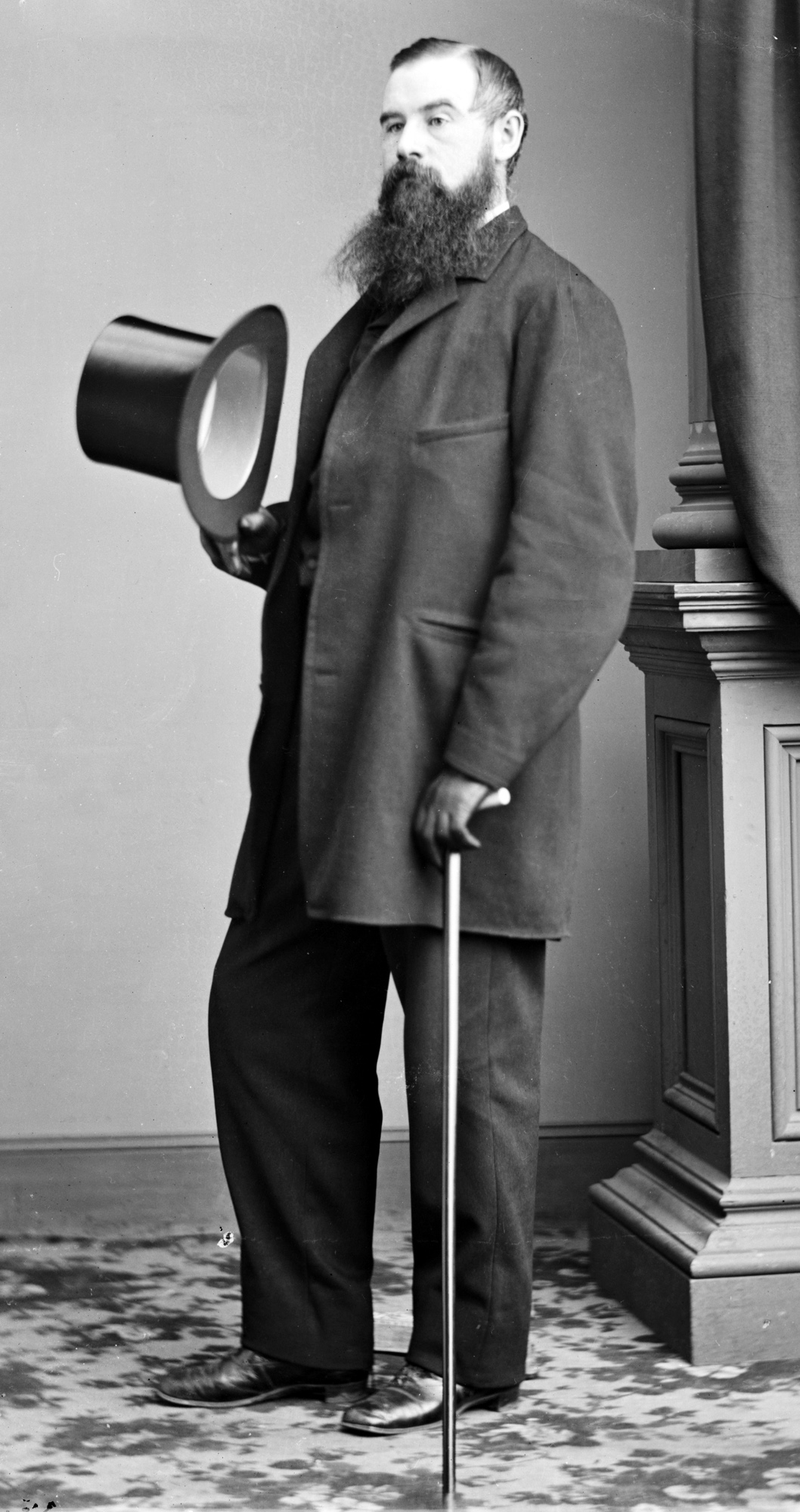
Charles G. Leland

Charles Godfrey Leland (1824 — 1903), folclorista, jornalista e escritor norte-americano.
Escritor de diversas obras sobre folclore e ocultismo, entre as mais conhecidas Aradia, or The Gospel of the Italian Witches, Etruscan and Roman Remains e Legends of Florence, obras que falam sobre Stregheria, a Bruxaria Italiana.
Adotou em algumas obras o pseudônimo Hans Breitmann.